# Andreas Nischwitz
Andreas Nischwitz (Leinfelden, Alemanha Ocidental, 1 de abril de 1957) é um ex-patinador artístico alemão, que competiu representando a Alemanha Ocidental. Ele conquistou com Christina Riegel uma medalha de bronze em campeonatos mundiais, uma medalha de prata em campeonatos europeus e foi tricampeão do campeonato nacional alemão. Riegel e Nischwitz disputaram os Jogos Olímpicos de Inverno de 1980, terminando na oitava posição. Com Susanne Scheibe, ele foi campeão do Nebelhorn Trophy, Grand Prix International St. Gervais e bicampeão do campeonato nacional alemão.

## Principais resultados

### Duplas com Christina Riegel
| Jogos Olímpicos                                       |                 | 8.º             |                   |  |  |  |  |  |  |  |  |  |  |  |  |
| Campeonato Mundial                                    | 8.º             | 5.º             | Medalha de bronze |  |  |  |  |  |  |  |  |  |  |  |  |
| Campeonato Europeu                                    | 8.º             | 6.º             | Medalha de prata  |  |  |  |  |  |  |  |  |  |  |  |  |
| Nacional                                              |                 |                 |                   |  |  |  |  |  |  |  |  |  |  |  |  |
| Campeonato Alemão                                     | Medalha de ouro | Medalha de ouro | Medalha de ouro   |  |  |  |  |  |  |  |  |  |  |  |  |
|                                                       |                 |                 |                   |  |  |  |  |  |  |  |  |  |  |  |  |
| Legenda: Competição não foi disputada nesta temporada |                 |                 |                   |  |  |  |  |  |  |  |  |  |  |  |  |

### Duplas com Susanne Scheibe
| Campeonato Mundial                   | 8.º             | 8.º               |  |  |  |  |  |  |  |  |  |  |  |  |  |
| Campeonato Europeu                   | 8.º             | 8.º               |  |  |  |  |  |  |  |  |  |  |  |  |  |
| Grand Prix International St. Gervais | Medalha de ouro | Medalha de bronze |  |  |  |  |  |  |  |  |  |  |  |  |  |
| Nebelhorn Trophy                     | Medalha de ouro | Medalha de bronze |  |  |  |  |  |  |  |  |  |  |  |  |  |
| Nacional                             |                 |                   |  |  |  |  |  |  |  |  |  |  |  |  |  |
| Campeonato Alemão                    | Medalha de ouro | Medalha de ouro   |  |  |  |  |  |  |  |  |  |  |  |  |  |
|                                      |                 |                   |  |  |  |  |  |  |  |  |  |  |  |  |  |